# Dioptasa
La dioptasa es un mineral del grupo de los silicatos, subgrupo ciclosilicatos, ciclosilicato de cobre. Es un mineral de la clase 9 según la clasificación de Strunz.

De color verde esmeralda intenso a verde azulado, su brillo varía de transparente a translúcido. Su fórmula es Cu₆Si₆O₁₃·6H₂O, también conocida como CuSiO₂(OH)₂. Tiene una dureza de Mohs de 5, similar a la del esmalte dental. Su densidad relativa es de 3,28 a 3,35 y presenta dos direcciones de clivaje perfectas y una muy buena. Además, la dioptasa es muy frágil, por lo que las muestras deben manipularse con sumo cuidado. Es un mineral trigonal que forma cristales hexagonales rematados por romboedros.
Es muy apreciada por los coleccionistas de minerales y a veces se talla en pequeñas gemas. También se puede pulverizar y utilizar como pigmento para pinturas. 